# Stade
Stade (oficiálně hanzovní město Stade, německy Hansestadt Stade, dolnoněmecky Hansestadt Stood) je město v Dolním Sasku v severním Německu. První písemná zmínka o městě je z roku 934, zmiňuje se jako název okresu (Landkreis). Nachází se přibližně 45 km západně od Hamburku a patří do metropolitní oblasti Hamburku. Součástí města jsou městské části Bützfleth, Hagen, Haddorf a Wiepenkathen, každá část má vlastní radu („Ortsrat“).
Stade se nachází v nížině řeky Labe.

## Historie
První osadníci přišli do oblasti Stade v roce 30 000 před naším letopočtem.
Od roku 1180 patřilo Stade do bremenského knížectví–arcibiskupství. Na začátku roku 1208 dobyl město král Valdemar II. z Dánska. V srpnu téhož roku pak získal zpět tehdejší kníže-arcibiskup Valdemar město, brzy poté jej znovu ztratil v prospěch Valdemara II. V roce 1209 císař Otto IV. přesvědčil svého spojence Valdemara II., aby se stáhl na sever od Labe, a sesazený kníže-arcibiskup Valdemar znovu získal město Stade.
Dne 2. května 1209 udělil Otto IV. městu Stade důležitá městská privilegia („Stadtrecht“). Otto IV. potvrdil, že měšťané jsou svobodní, a uznal, že mohou ustanovit vlastní zákony. Majetek uvnitř města nemohl být podroben feudální nadvládě a měl být svobodně děděn bez feudálních nároků. Byly stanoveny spravedlivé právní postupy a stanoveny maximální pokuty. Otto IV. se zavázal zabránit tomu, aby měšťané byli považováni za rukojmí a osvobodil dříve zajaté měšťany.
V zimě roku 1216 Valdemar II. a dánští vojáci neúspěšně zaútočili na Stade a zpustošili hrabství Stade. Od té doby bylo Stade opět součástí majetku knížete-arcibiskupa z Brém.

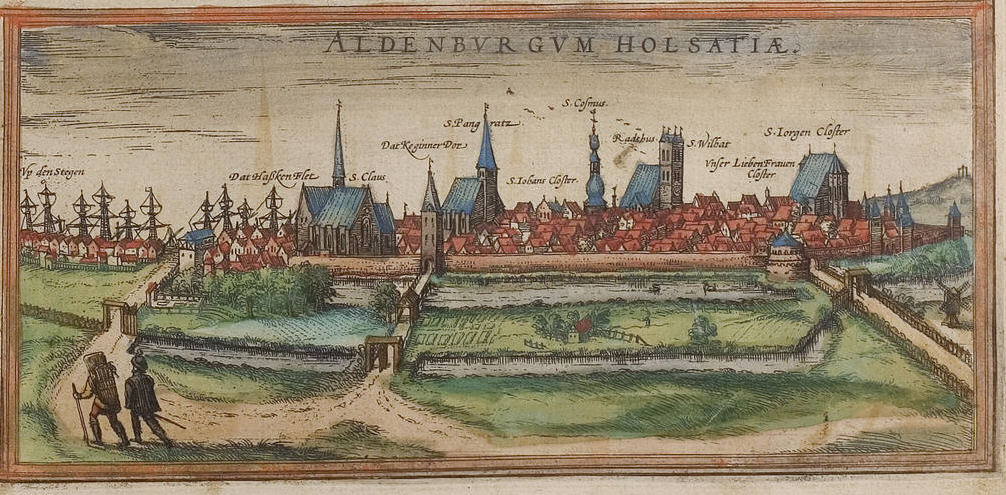
Kresba Stade z roku 1572

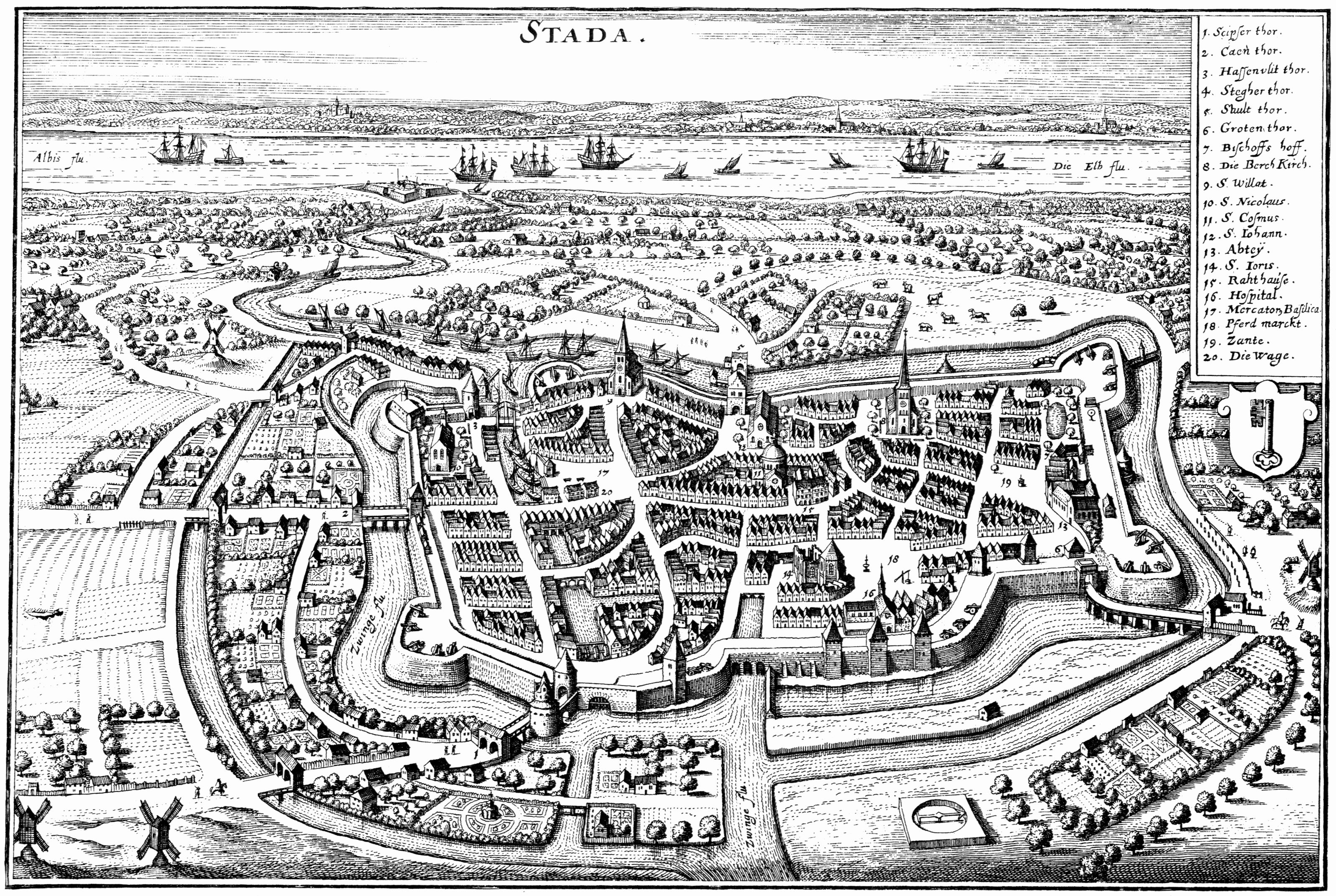
Stade v 1640 (kresba Matthäuse Meriana)

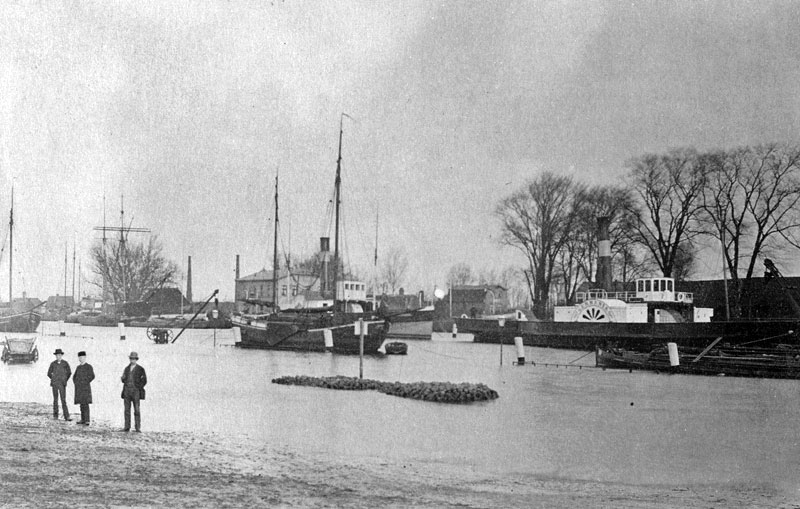
Nový přístav během povodní v roce 1894

Ve středověku (od 13. století do konce 17. století) bylo Stade prominentním členem hanzovní ligy, ale později bylo pohlceno Hamburkem. V roce 1611 město podepsalo smlouvu se sefardskými Židy, což umožnilo založení jejich komunity. V roce 1648 byly podepsány Vestfálské mírové smlouvy a brémské knížectví-arcibiskupství prošlo ústavní transformací z knížectví-biskupství na monarchii a vzniklo tak vévodství v Brémách. Vévodství a sousední Verdenské knížectví, hovorově označované jako Brémy-Verden, byly přiděleny Westfálskou smlouvou jako dodatek ke švédské koruně. Stade bylo pod švédskou okupací od roku 1645, mezi lety 1645 a 1712 bylo součástí švédské provincie Brémy-Verden-Wildeshausen.

### Švédská pevnost
Rozkvět Stade trval až do třicetileté války. Roku 1628 dobyl generál Tilly město; krátce nato jej však opět získali Švédové a ti město drželi až do roku 1636. Po krátkém období dánské okupace Švédové opět získali město do držení roku 1643. Dvě třetiny města byly 26. května 1659 zničeny velkým požárem, město bylo znovu vybudováno ve stejné podobě.
V letech 1675 až 1676 proběhla švédsko-brandenburská válka, Stade bylo dobyto během bitvy Dánska s několika státy Svaté říše římské a zůstala ve spojeneckých rukou až do konce války v roce 1679. Stade jako hlavní sídlo Švédů bylo obléháno od začátku dubna 1676 do 13. srpna 1676. Po uzavření smlouvy ze Saint Germain v roce 1679 bylo Stade znovu předáno Švédsku.
Labská celní stanice poblíž Stade v Brunshausenu u ústí řeky Schwinge hrála velkou roli při obchodování na řece Labi od období knížectví-arcibiskupství. Roku 1663 Švédové postavili Labskou celní fregatu (Elbzollfregatte) jako stálou hlídkovou loď. Toto uspořádání pokračovalo pod různými vládami až do roku 1850 a celní stanice na Schwinge existovala až do roku 1865.
Švédská suverenita skončila v roce 1712. Dánská vojska obléhala město ve Velké severní válce a poničila mezi 29. srpnem a 7. září 1712 152 domů, tj. čtvrtinu zastaveného území města.
Během švédských časů bylo Stade hlavním městem provincie.

### Dánská nadvláda
V roce 1712 Dánsko dobylo Stade a celý kraj Brémy-Verden. Stade zůstalo hlavním městem Brém-Verdenu i poté, co jej v roce 1715 Dánové postoupili Brunšvicko-lüneburskému kurfiřtství. Když byl v roce 1823 kraj Brémy-Verden nahrazen novou správní formou, Stade zůstalo i nadále hlavním městem regionu Stade.
V letech 1355 a 1712 Stade utrpělo morovou epidemií, která zabila nejméně 30–40 % městské populace.
Dne 26. května 1659 zničil 60 % města obrovský požár.

### Rané moderní a moderní období
V 1757 po francouzské invazi do Hannoveru se pozorovatelé pod vedením prince Williama, vévody z Cumberlandu a soukromá rada Hannoveru usídlila ve Stade. Cumberland se připravoval na obranu města před schválením Klosterzevenské ústavy, která přinesla dočasné příměří.
Koncem 17. století se ve Stade znovu objevili Aškenazští Židé. V roce 1842 udělilo Hannoverské království Židům stejná práva a v celonárodním měřítku povolilo budování židovských komunit a regionální samosprávu (rabinát). Židé ve Stade to považovali za pokrok i za zátěž, protože dříve kvůli finanční náročnosti nezaměstnali žádného rabína ani učitele náboženství. V roce 1845 – podle nového zákona – byl ve městě povinně zřízen rabinát s rabínem, který pracoval pod vedením zemského rabína Josepha Heilbuta, v oblasti kolem Stade žilo v roce 1864 celkem 1 250 židů. Místní úřady nyní požadovaly, aby židovská komunita zřídila synagogy a židovské školy. V roce 1849 byla ve Stade synagoga otevřena, ale kvůli finančním úsporám byla v roce 1908 uzavřena. Byl zaměstnán učitel judaismu a hebrejštiny (po roce 1890 si komunita ve Stade již nemohla učitele dovolit financovat). Od roku 1903 byly židovské obci ve Stade poskytovány veřejné dotace na další fungování. Oblast Stade zůstala židovskou diasporou a od 1860 na rabinátu ve Stade nepůsobil žádný rabín. Židé postupně odcházeli  do měst mimo oblast Stade a to tak vedlo ke snížení počtu Židů v oblasti Stade (786 v roce 1913, 716 v roce 1928). Většina zbývajících Židů byla deportována během nacistické vlády. Během druhé světové války Stade zůstalo zcela nedotčeno spojeneckými bombovými útoky.

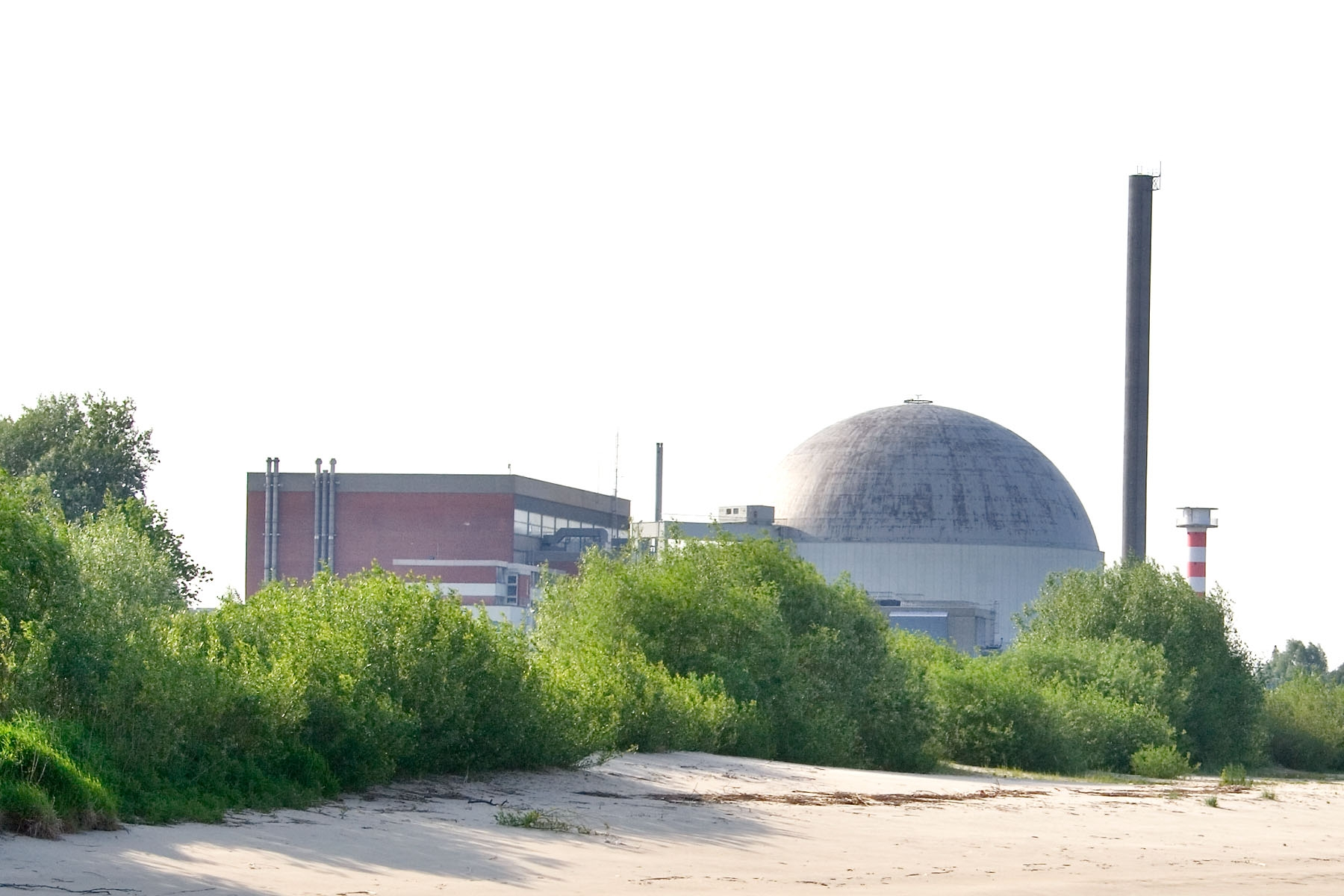
Jaderná elektrárna ve Stade (zrušena) v roce 2006

V posledních desetiletích Stade významně profitovalo z přítomnosti chemického a leteckého průmyslu na řece Labi, zejména díky společnostem Dow Chemical a Airbus. Také se u Labe ve Stade nachází vyřazená jaderná elektrárna Stade, která byla připojena k rozvodné síti od roku 1972 do roku 2003. V době, kdy byla elektrárna vyřazena z provozu, byla druhým nejstarším německým reaktorem. Po rozhodnutí Německa z roku 2002 o ukončení používání jaderné energie byla Stade první zrušenou německou elektrárnou; dne 14. listopadu 2003 byla trvale odstavena. V blízkosti bývalé jaderné elektrárny se nachází neaktivní ropná elektrárna Schilling.

## Pamětihodnosti
Centrum starého města (Altstadt) Stade je místem řady významných historických budov; mezi nejvýznamnější patří luteránský kostel Sv. Cosmae et Damiani, luteránský kostel sv. Wilhady, radnice (Rathaus), Schwedenspeicher a Zeughaus. 

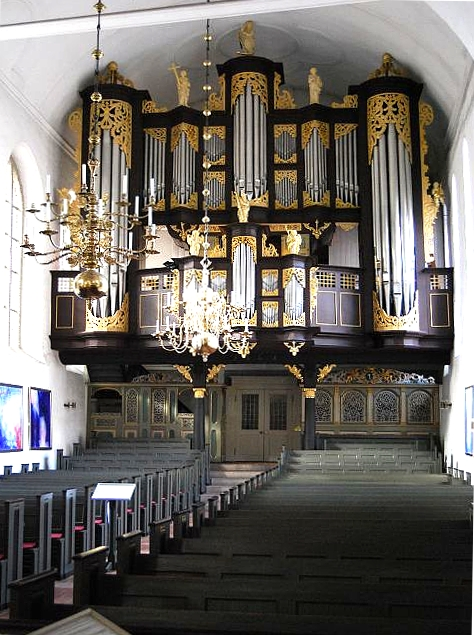
Schnitgerovy varhany v kostele Sv. Cosmae
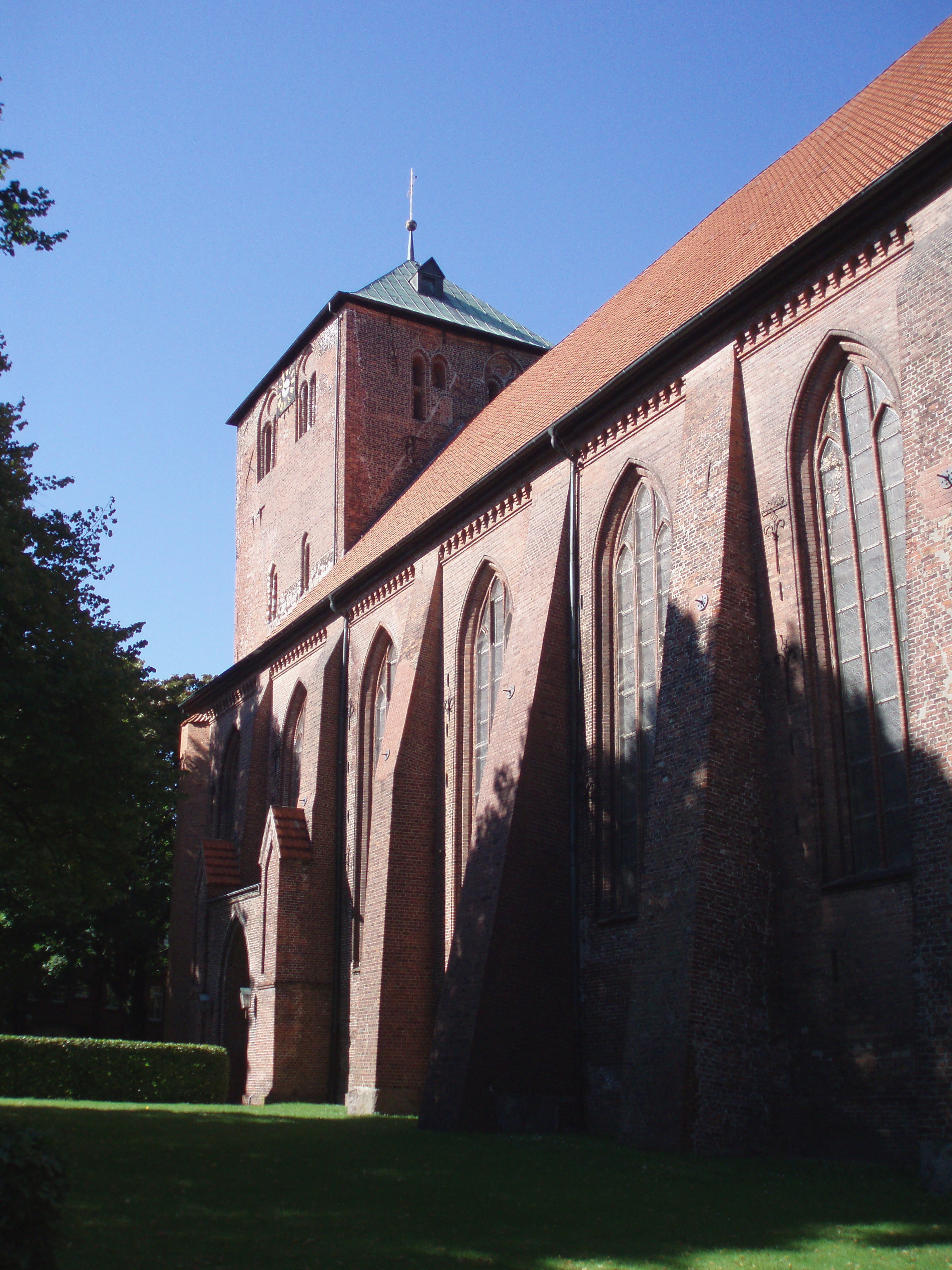
kostel Sv. Wilhadi
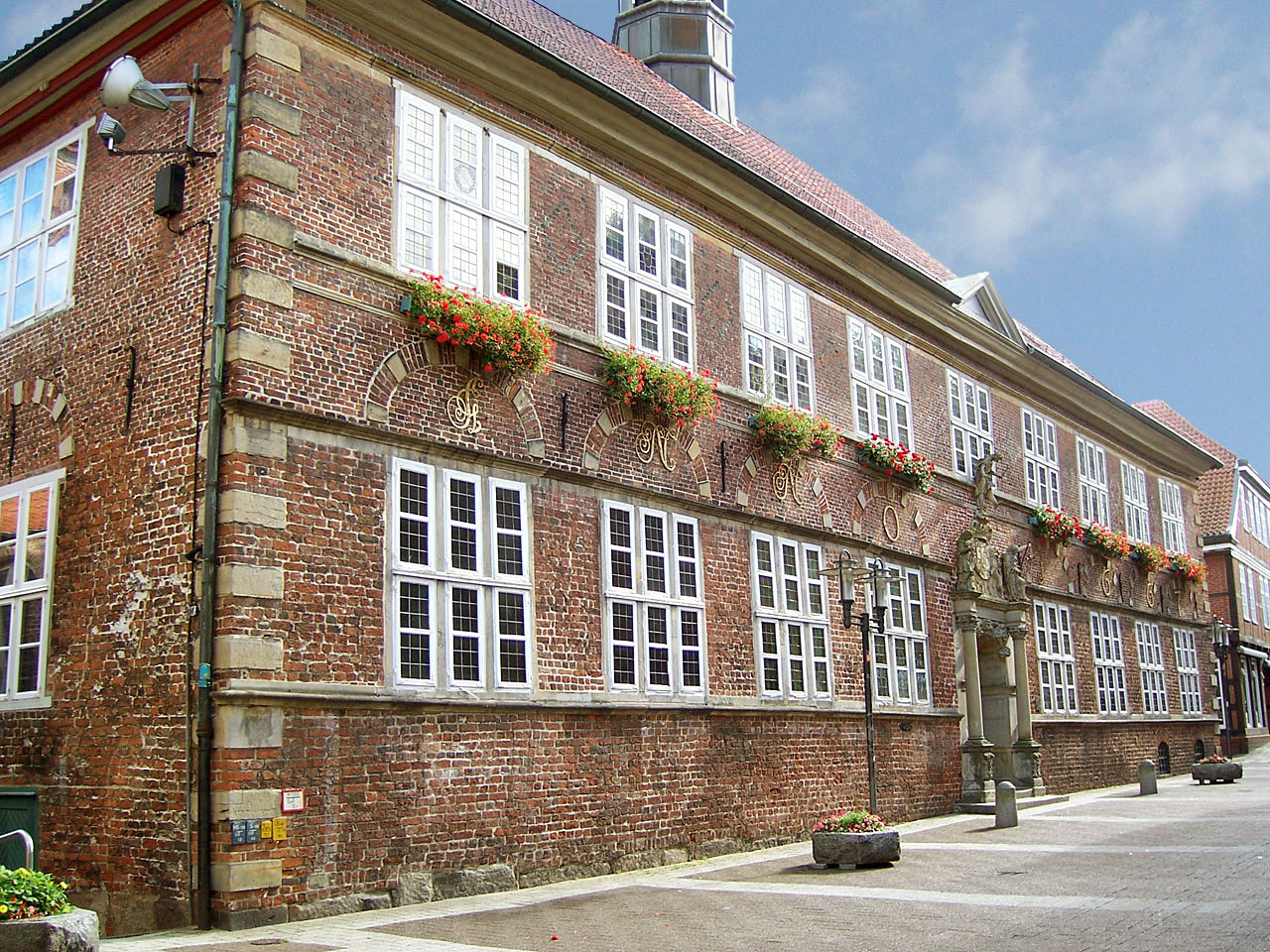
Stará radnice
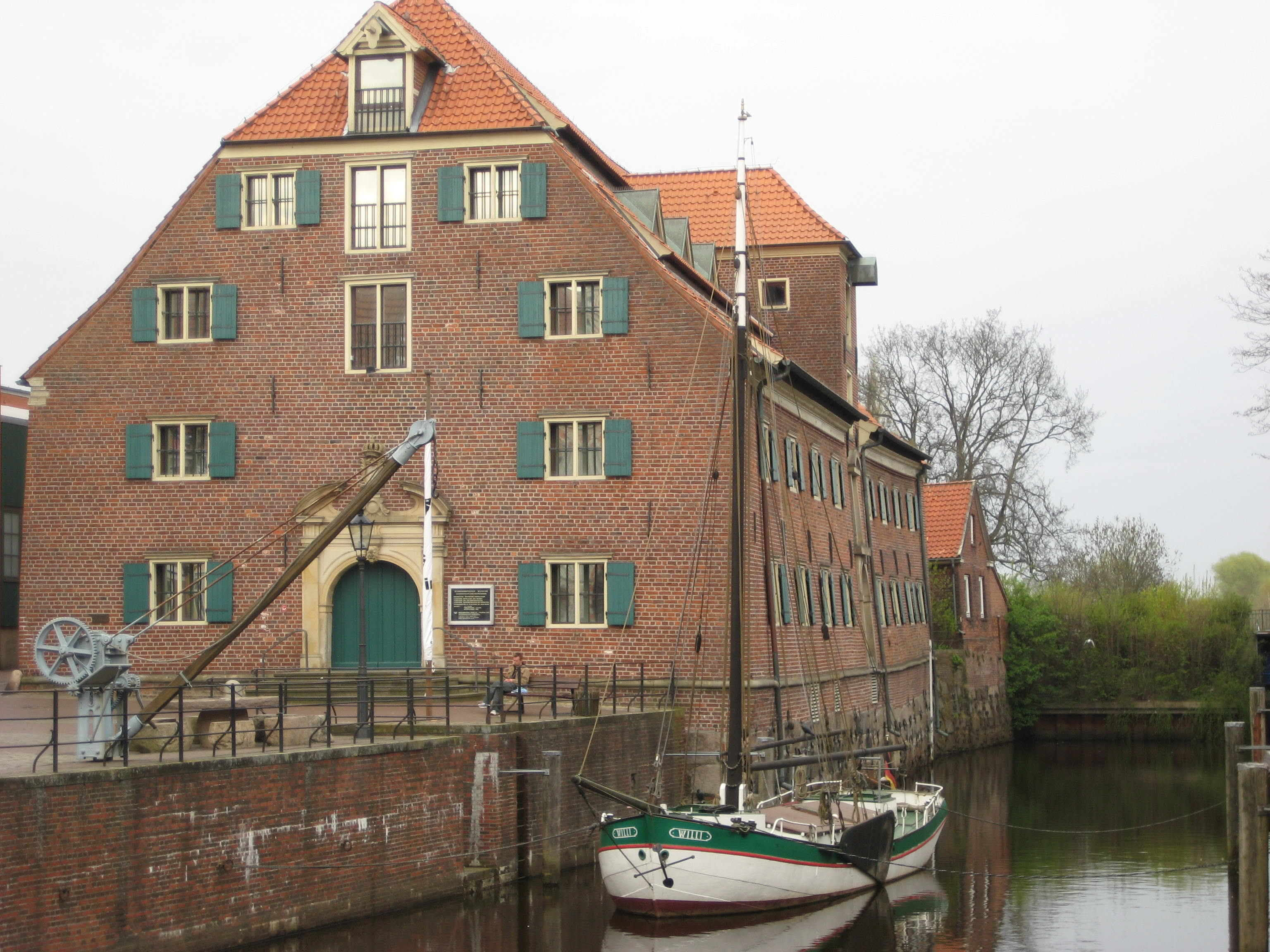
Schwedenspeicher (švédské skladiště)
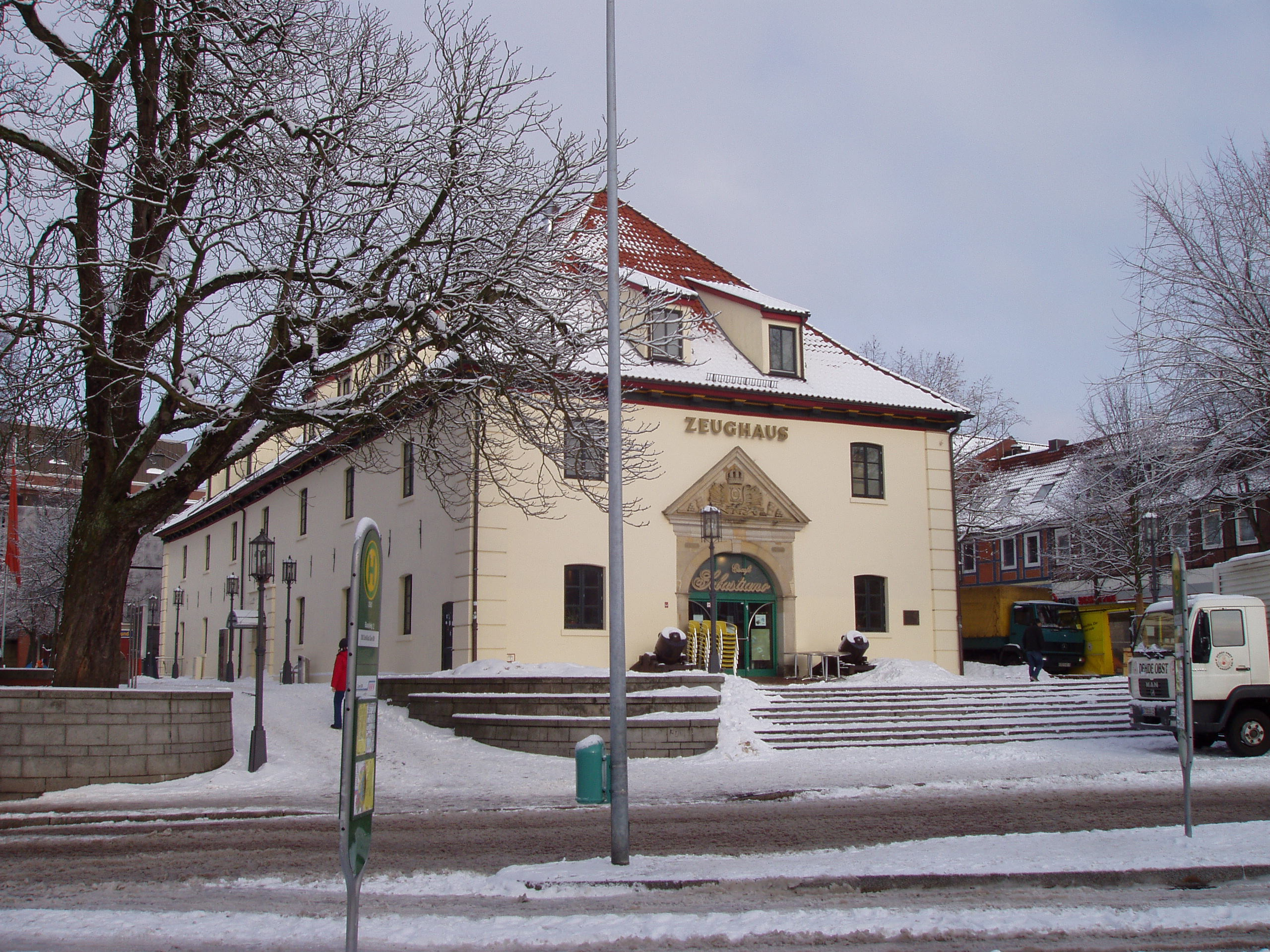
Zeughaus (švédská zbrojnice)
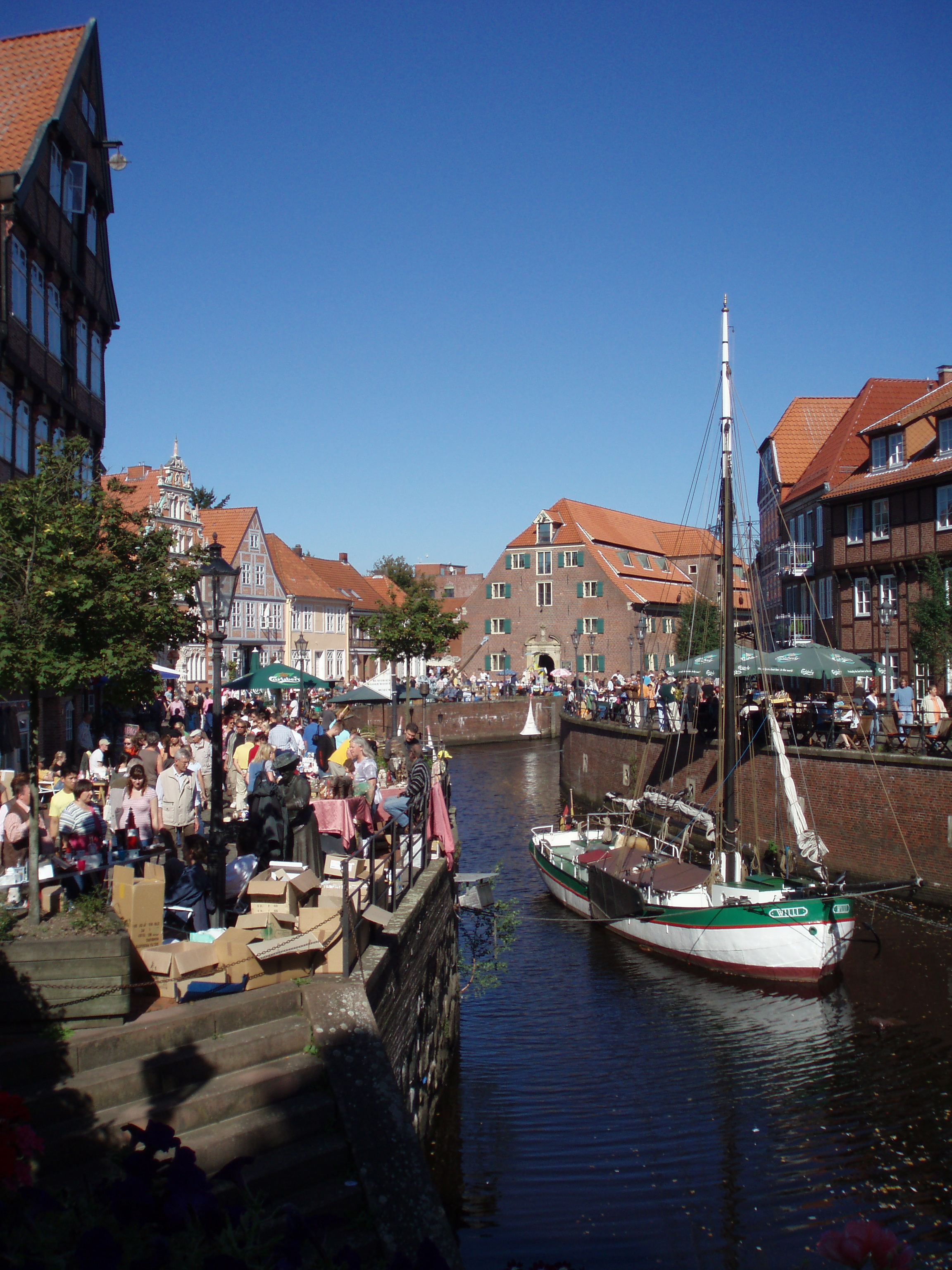
Starý hanzovní přístav
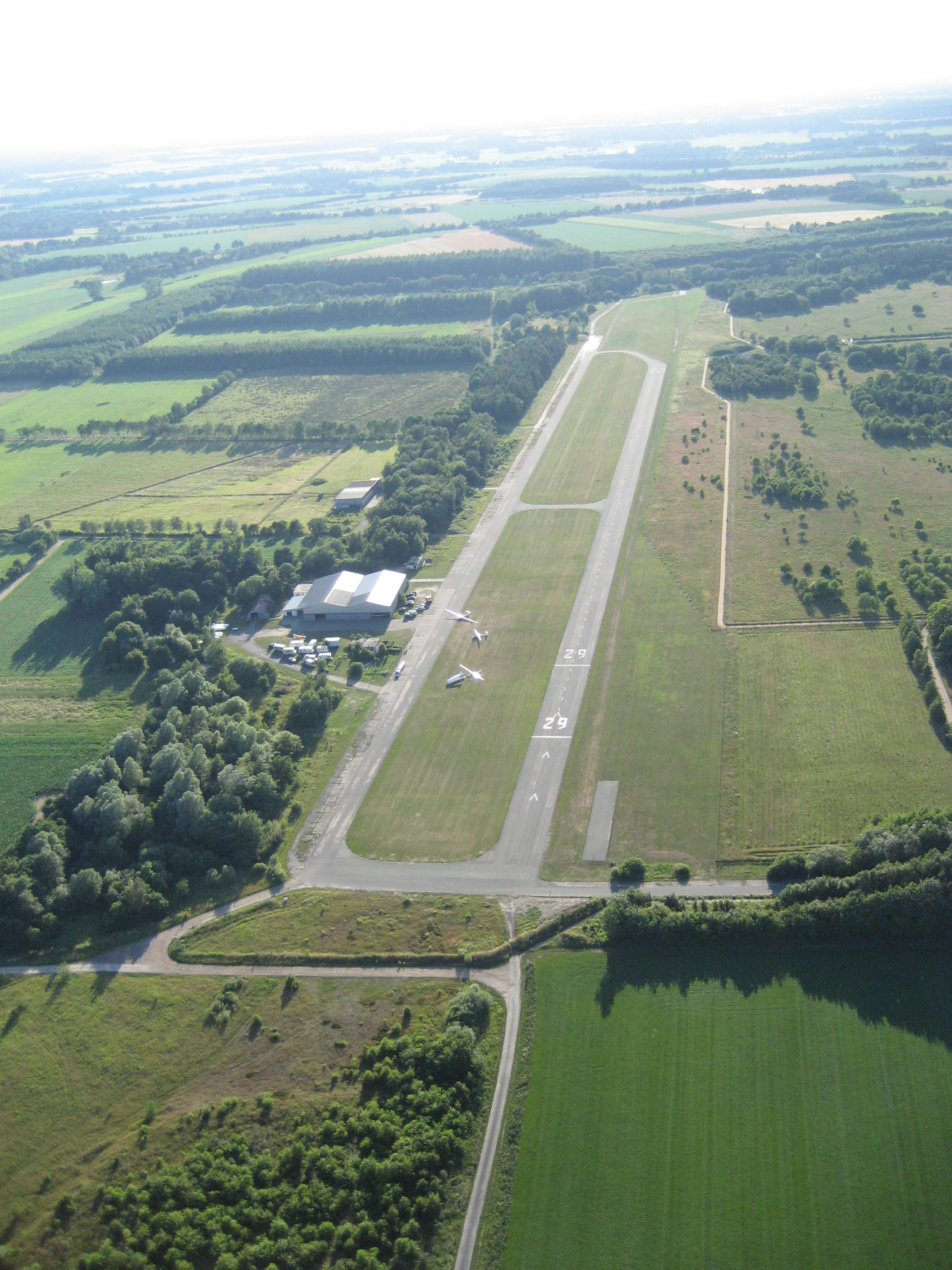
letiště ve Stade (EDHS)
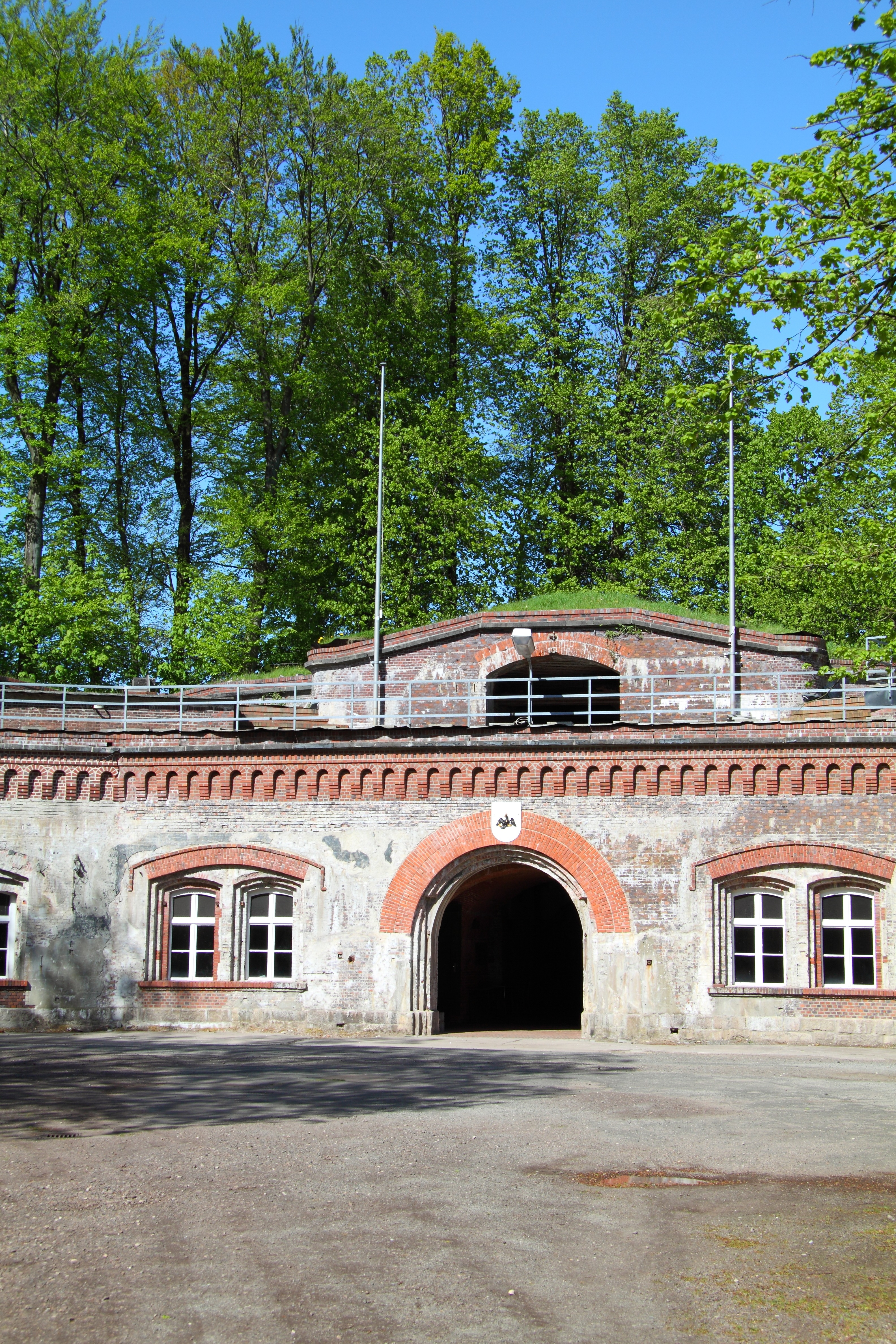
Pevnost Grauerort z 19. století
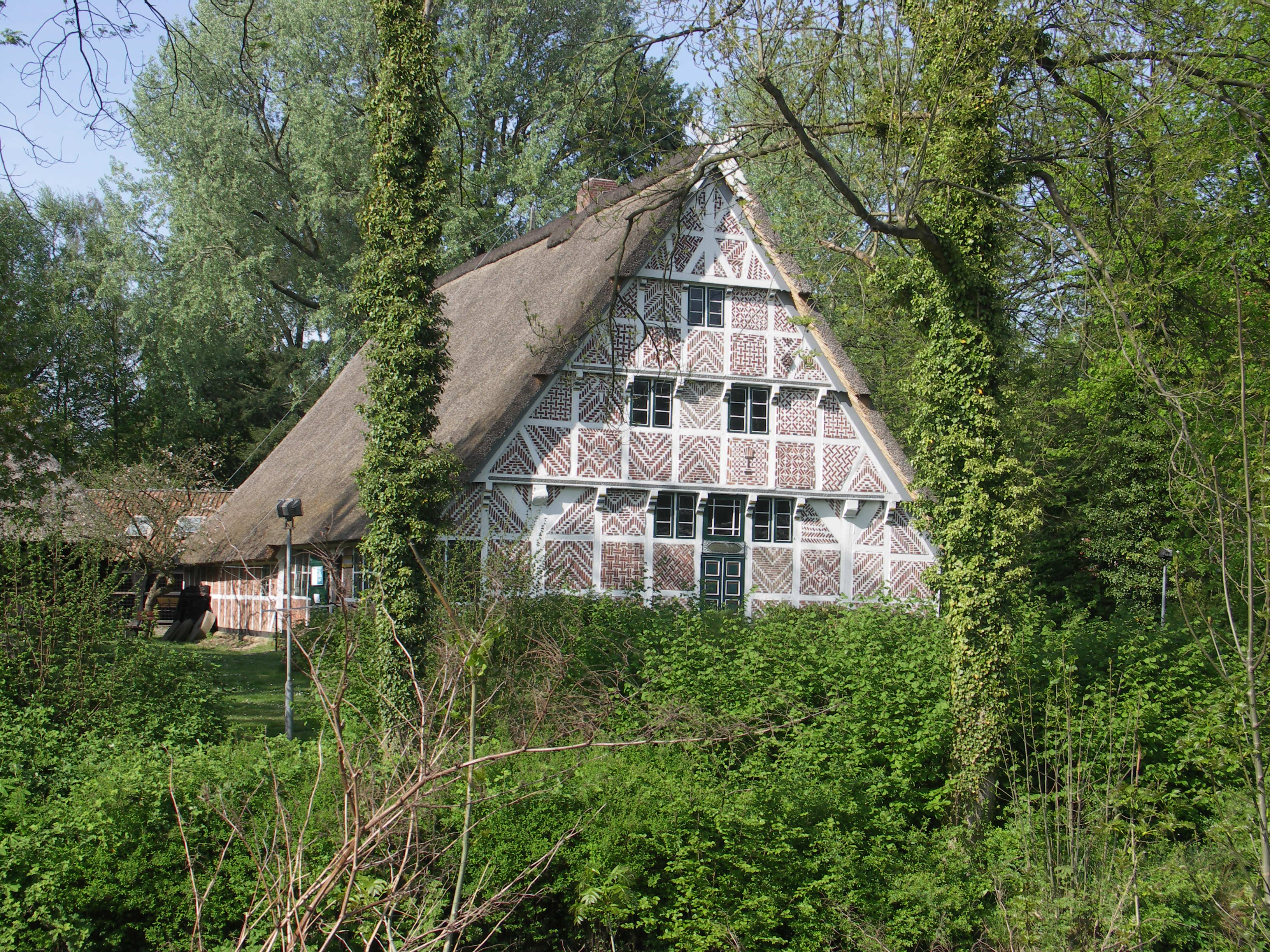
Dům v muzeu Insel
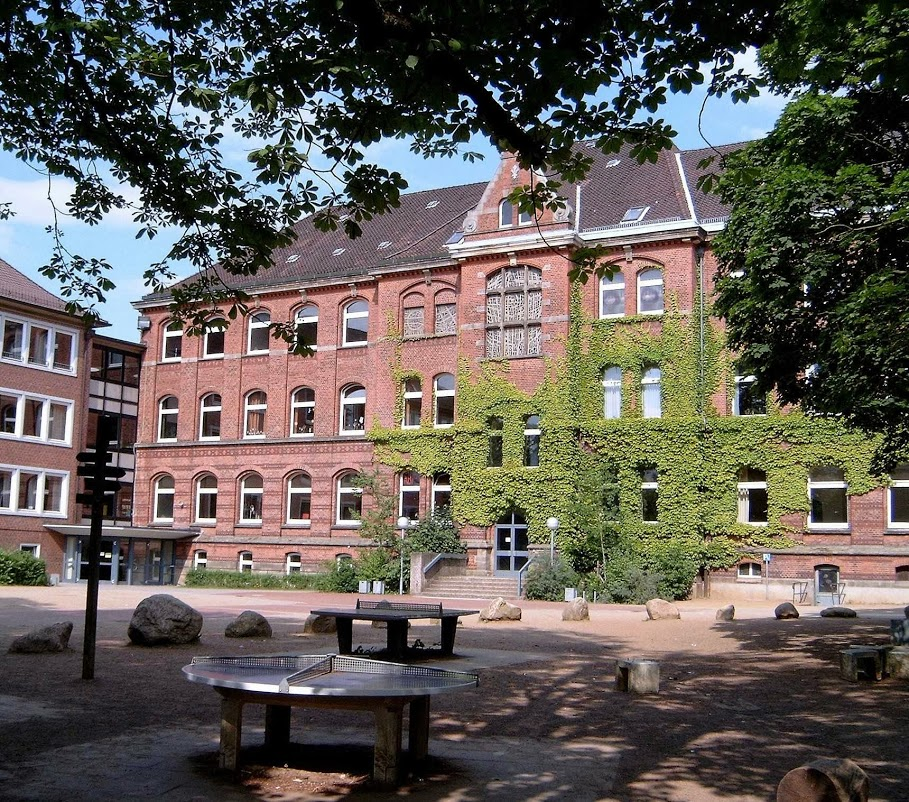
Gymnasium Athenaeum Stade

 V blízkosti Stade se nacházejí sloupy Labe Crossing 1 a Labe Crossing 2; stožáry Labe Crossing 2 jsou nejvyšší v Evropě a šesté nejvyšší na světě.

## Doprava
Na konci roku 2007 byla linka S3 S-Bahn Hamburg rozšířena do Stade. Vlaky odjíždějí ze stanice Stade každých 20 minut (v době špičky) a na hlavní nádraží v Hamburku dorazí zhruba za hodinu.

## Místní průmysl
Společnosti působící v oblasti kolem města jsou:
- Dow Chemical, chemikálie
- Airbus Deutschland GmbH, letecký průmysl
- E.ON, elektrárna
- Air Liquide, průmyslové plyny
- Air Products & Chemicals, průmyslové plyny
- Aluminium Oxid Stade GmbH, rafinerie oxidu hlinitého
- Stähler Agrochemie, hnojiva a biocidy
- PROKON Nord Energiesysteme GmbH, větrné turbíny a biopalivo
- Lindemann (Bauunternehmen), stavba

## Partnerská města
- Lakewood, Colorado, USA
- Gołdap, Polsko
- Karlshamn, Švédsko
- Giv'at Shmuel, Izrael
- Ikaalinen, Finsko

## Osobnosti

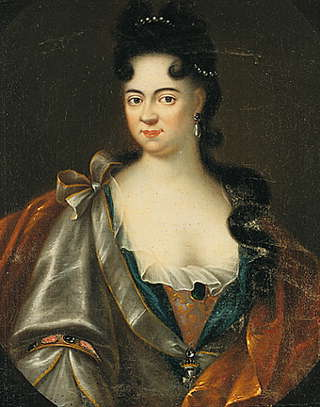
Aurora von Königsmarck

### Historie
- Hraběnka Maria Aurora von Königsmarck (1662 ve Stade – 1728), kněžka kajícnice z Quedlinburgu
- Amalia "Emilie" Wilhelmina Königsmarck (1663 ve Stade – 1740) švédská šlechtična, malířka, amatérská herečka a básnířka.
- Peter von Sivers (1674 ve Stade – 1740), ruský námořní důstojník
- Konrad Johann Martin Langenbeck (1776 v Horneburgu – 1851) německý chirurg, oftalmolog a anatom
- August Karl von Goeben (1816–1880), pruský generál
- Ernst Hans Ludwig Krause (1859 ve Stade – 1942) německý lékař, botanik a mykolog
- Jost Fitschen (1869 v Brestu – 1947) německý botanik známý pro svou práci v oboru dendrologie.
- Gustav Wyneken (1875 ve Stade – 1964) vzdělávací reformátor, svobodný myslitel, charismatický vůdce; vlivný a kontroverzní
- Ernst-Eberhard Hell (1887 ve Stade – 1973) německý generál Wehrmachtu během druhé světové války.
- Max von Bahrfeldt (1880–1964), německý správní soudce, předseda vlády Königsbergu
- Ulrich de Maizière (1912–2006), generál a tvůrce „Innere Führung“ v Bundeswehru, otec Thomase de Maizière

### Moderní doba
- Eberhard "Ebbo" von Koerber (narozen ve Stade 1938) německý manažer a ve správní radě BMW
- Stefan Aust (* 1946), novinář, šéfredaktor zpravodajského časopisu Der Spiegel v letech 1994 až 2008
- Carsten Eggers (narozen 1957), německý sochař a malíř
- Angela Denoke (nar. 1961), operní zpěvačka
- Dirk Dammann (narozen 1967), fotbalista
- Dirk Steffens (narozen 1967), německý moderátor, novinář a zvířecí filmař
- Andrasch Starke (narozen 1974), žokej, mnohonásobný vítěz Německého derby
- Peter Ording (narozen 1976), veslař
- Juliette Schoppmann (narozena 1980), zpěvačka